# جودفري بينايسا
جودفري بينايسا (وُلِدَ في 30 مايو 1920 بكامبالا وتوفي في 5 أغسطس 2010 في نفس المكان) هو سياسي ومحامي أوغندي،شغل منصب رئيس أوغندا من 20 يونيو 1979 حتى 12 مايو 1980.

## حياته
وُلِدَ في العاصمة كامبالا في 30 مايو 1920،تلقى تعليمه في كلية الملك بودو،وجامعة ماكيريري،وتحصل على بكالوريوس الحقوق من كلية الملك بلندن في 1955،ودُعي إلى النقابة ومارس مهنة المحاماة بشكل خاص في كامبالا،كان عضوًا في حزب المؤتمر الوطني الأوغندي وحزب المؤتمر المتحد خلال الخمسينيات،وانضم لاحقًا إلى حزب مؤتمر الشعب الأوغندي الذي تأسس سنة 1962،وعُيّن النائب العام للحزب في نفس السنة،واستمر في المنصب حتى سنة 1968،وذلك بسبب الخلافات مع الرئيس ميلتون أوبوتي،وفي عام 1969،انخرط في ممارسة القانون الخاص،وبعد تولي عيدي أمين السلطة سنة 1971،تم نفيه إلى المملكة المتحدة،حيث عمل في شركة غراهام آند جيمس للمحاماة،وبعد ذلك،انتقل إلى الولايات المتحدة،حيث عمل مساعدًا قانونيًا لنفس الشركة في سان فرانسيسكو.

## توليه الرئاسة
بعد الإطاحة بعيدي أمين،عاد إلى أوغندا،وبعد ذلك،تم انتخاب يوسف ولي رئيسًا مؤقتًا لمدة 68 يومًا،وفي 20 يونيو 1979،تم تعيينه رئيسًا لأوغندا،من قبل اللجنة الاستشارية الوطنية،التي كانت آنذاك الهيئة الحاكمة العليا لجبهة التحرير الوطني الأوغندية الأوغندية،وفي 12 مايو 1980،أُقيل من منصبه،من قبل اللجنة العسكرية التي كانت بقيادة باولو مووانغا،ونائبها يوويري موسيفيني.

## موته
توفي في 5 أغسطس 2010،عن عمر يناهز 90 عامًا،وكان قد أصيب بسكتة دماغية،أو نوبة قلبية في وقت سابق من نفس العام.